# Tony Iommi
Frank Anthony "Tony" Iommi (19. veljače 1948., Birmingham) je engleski gitarist i skladatelj, najpoznatiji kao suosnivač i prvi gitarist heavy metal grupe Black Sabbath, čiji je bio jedini stalni član od osnutka do raspada. Iommi, koji je sin talijanskih useljenika, gitaru je počeo svirati u pubertetskoj dobi. Nakon što je sa 17 godina izgubio vrške dva prsta desne ruke u nesreći u tvornici, uspio je nastaviti svirati.
Iommi je općenito priznat kao jedan od najvažnijih i najutjecajnijih rock gitarista. Prema glazbenom kritičaru Gregu Pratu, "Iommi je jedan od samo dva gitarista (drugi je Jimmy Page iz Led Zeppelina) koji si mogu pripisati zasluge za mamutske rifove heavy metala."

## Vanjske poveznice
- Službena stranica (engl.)

### Ostali projekti
|  | Zajednički poslužitelj ima još gradiva o temi Tony Iommi |